# Lázaro de Milán
Lázaro de Milán (s. IV - 14 de marzo del 450), fue un obispo italiano, que ocupó la sede de la Arquidiócesis de Milán, entre el 439 y el 450. Es venerado como santo por la Iglesia Católica, y conmemorado el 14 de marzo.

## Hagiografía
Se sabe muy poco sobre la vida laica de Lázaro. Nació en algún momento del siglo IV.

### Episcopado
Las fuentes ubican su episcopado entre los de Glicerio, que falleció el 13 de septiembre del 439, y el de Eusebio, que fue elegido a mitades del 451, según el Catalogus archiepiscoporum Mediolanensium. Lázaro se convirtió en el 42° obispo de Milán, en el 439.
Su episcopado coincidió con la invasión ostrogoda a Milán, siendo éstos los que a la postre controlarían la región.
Se le atribuye también la construcción de un monasterio agustino. Pero parecen ser rumores los que lo relacionan como primer abad de dicho monasterio.

#### Lucha contra los bárbaros
Lázaro enfrentó constantes asedios de pueblos bárbaros, durante su episcopado. Sus principales rivales eran los ostrogodos, quienes estaban dominando toda la península itálica. También fue enemigo de los herejes maniqueos, y los bárbaros del Norte de Europa. Se le atribuye, gracias a Ennodio de Pavía, que tenía un carácter fuerte y poseía dotes de liderazgo tales, que logró mantener controlado el brote de los invasores, y evitó la deserción de algunos de sus colaboradores.
Lázaro falleció en Milán, el 14 de marzo del 450. Por lo general los autores citan que su muerte ocurrió antes de la llegada de los hunos, dirigidos por Atila, a la península.

## Onomástico y Culto público
Lázaro es venerado como uno de los doce obispos santos de Milán, siendo Ambrosio, el más importante de todos ellos. Se le conmemora el 14 de marzo, sin embargo, en Milán, su fiesta se celebra el 11 de febrero, porque se sigue el rito ambrosiano, en el cual, no se conmemora la memoria de ninguna persona durante la Cuaresma.

### Rogativas de San Lázaro
Se la atribuye la invención de las Rogativas. En un principio eran usadas contra los ostrogodos, pero luego se popularizaron por toda Europa, hasta contener su forma básica actual. Se atribuye al obispo Mamerto su introducción en la Europa no italiana, a través de su sede en Vienne
Se hizo tan popular la práctica que en el Concilio de Orléans, en el 511, se estableció como obligatorio para toda Francia, y luego se extendió a Inglaterra y otras regiones.
Fueron el cardenal Carlos Borromeo y el arzobispo Nardini, ambos consagrados de Milán, quienes incentivaron la práctica en Milán, que está vigente hasta hoy.